# Robert Gainejew
Robert Gainejew, auch Robert Gaineyev (* 28. Juni 1994 in Qysylorda) ist ein ehemaliger kasachischer Radsportler.

## Sportliche Laufbahn
2012 errang Robert Gainejew bei den Junioren-Weltmeisterschaften in Invercargill die Bronzemedaille im Scratch. Damit war er der erste Kasache seit 1990, dem es gelang, bei Junioren-Weltmeisterschaften eine Medaille zu gewinnen. Bei der Junioren-Asienmeisterschaft im Einzelzeitfahren auf der Straße wurde er Dritter.
Bei den Asienmeisterschaften 2016 gewann Gainejew zwei Medaillen, eine silberne im Scratch und eine bronzene gemeinsam mit Nikita Panassenko im Zweier-Mannschaftsfahren. 2015 sowie 2016 wurde er zudem kasachischer Meister in der Mannschaftsverfolgung. Im Jahr darauf wurde er bei den Asienmeisterschaften Dritter im Scratch. 2019 errang er bei Asienmeisterschaften erneut Bronze, dieses Mal in der Mannschaftsverfolgung. Im selben Jahr wurde er zum dritten Mal nationaler Meister in dieser Disziplin.

## Erfolge

### Bahn
2012
- Junioren-Weltmeisterschaft – Scratch

2015
- Kasachischer Meister – Mannschaftsverfolgung (mit Assylkhan Turar, Madi Azen und Pazylbek Zhaksylyk)

2016
- Asienmeisterschaft – Scratch
- Asienmeisterschaft – Zweier-Mannschaftsfahren (mit Nikita Panassenko)
- Kasachischer Meister – Mannschaftsverfolgung (mit Asylkhan Tyrar, Karim Buzin und Azen Madi)

2017
- Asienmeisterschaft – Scratch

2019
- Asienmeisterschaft – Mannschaftsverfolgung (mit Roman Wassilenkow, Artjom Sacharow und Alisher Tsumakan)
- Kasachischer Meister – Mannschaftsverfolgung (mit Asylkhan Tyrar, Gabiden Azen und Igor Yussifov)

### Straße
2012
- Junioren-Asienmeisterschaft – Einzelzeitfahren

## Teams
- 2017 Astana Track Team